# Wilhelm Pieck
Friedrich Wilhelm Reinhold Pieck (Guben, 3 januari 1876 – Berlijn, 7 september 1960) was een Oost-Duits politicus. In 1895 werd hij lid van de Sozialdemokratische Partei Deutschlands (SPD). Daarna werkte hij als arbeider in Bremen. In 1899 werd hij districtsvoorzitter van de SPD in Bremen en in 1906 secretaris van de SPD in Bremen. Gedurende de Eerste Wereldoorlog behoorde hij tot de (minderheids)groep binnen de SPD die zich tegen de oorlog keerde. In 1918 ging hij in ballingschap in Amsterdam.
In november 1918, tijdens de val van het keizerrijk van Wilhelm II, werd Pieck lid van de links-radicale Spartakusbund. In 1919 werd de Spartakusbund de Kommunistische Partei Deutschlands (KPD). In 1921 werd Pieck lid van het Uitvoerend Comité (EKKI) van de Communistische Internationale (Comintern). Van 1921 tot 1928 was hij lid van de Pruisische Landdag en vanaf 1925 was hij voorzitter van de Duitse Rode Hulp (communistische hulporganisatie). Vanaf 1925 was Pieck lid van het Centraal Comité van de KPD. Van 1937 tot 1945 leefde hij in ballingschap in Frankrijk, België en in de Sovjet-Unie.
Na de Duitse capitulatie (1945) vestigde hij zich in de Sovjet-bezettingszone en was vervolgens voorzitter van het Centraal Comité van de KPD. Na de oorlog dwong het tijdelijke Sovjetgezag de Oost-Duitse KPD en de Oost-Duitse SPD tot een samensmelting (Sozialistische Einheitspartei Deutschlands - SED). Van 1946 tot 1954 was Pieck samen met Otto Grotewohl voorzitter van de SED. Op 11 oktober 1949 werd Pieck als staatspresident van de DDR (Duitse Democratische Republiek) beëdigd. In 1953 werd hij door de Volkskammer herkozen. In 1960 overleed hij in Oost-Berlijn.
Pieck werd begraven in het monument Gedenkstätte der Sozialisten. Behalve Pieck bevinden zich daarin de laatste rustplaatsen van Karl Liebknecht, Rosa Luxemburg, Ernst Thälmann, Rudolf Breitscheid (1874-1944), Franz Mehring, John Schehr (1896-1934), Franz Künstler (1888-1942), Walter Ulbricht en Otto Grotewohl.

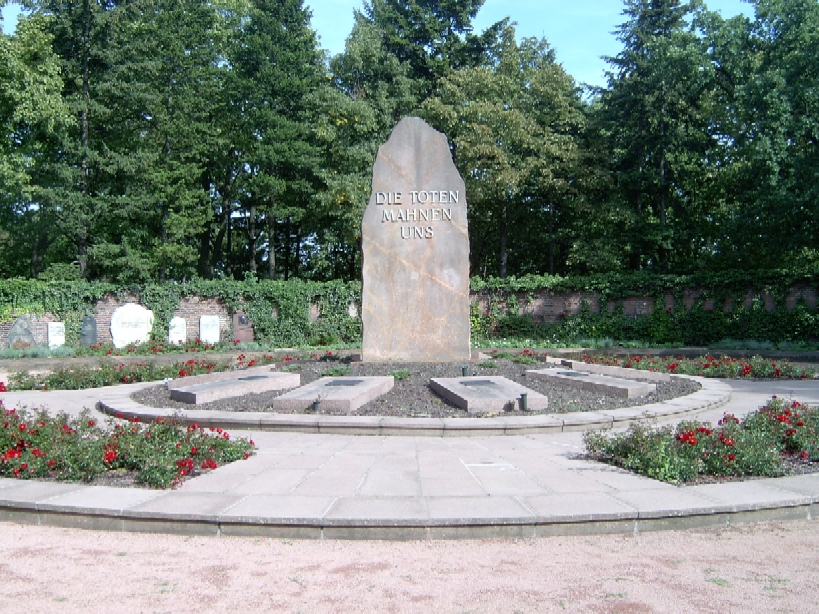
Gedenkstätte der Sozialisten

- Biblioteca Nacional de España: XX877118
- Bibliothèque nationale de France: cb12023430m (data)
- CiNii: DA02476205
- Gemeinsame Normdatei: 118594273
- International Standard Name Identifier: 0000 0000 8153 4047
- Library of Congress Control Number: n50023003
- Nationale Bibliotheek van Letland: 000219838
- Bibliotheek van het Japanse parlement: 00452785
- Nationale Bibliotheek van Tsjechië: jn20000701411
- Nationale Bibliotheek van Israël: 987007447931105171
- Nationale Bibliotheek van Polen: a0000001220684
- Nederlandse Thesaurus van Auteursnamen: 071798315
- SNAC: w6kt050f
- Système universitaire de documentation: 028388909
- Virtual International Authority File: 73866280
- WorldCat: E39PBJtX6QPDfyw8dXXtMFy8G3

Johannes Dieckmann · Wilhelm Pieck · Walter Ulbricht · Friedrich Ebert jr. · Willi Stoph · Erich Honecker · Egon Krenz · Manfred Gerlach · Sabine Bergmann-Pohl
Wilhelm Pieck (co-voorzitter) · Otto Grotewohl (co-voorzitter) · Walter Ulbricht · Erich Honecker · Egon Krenz